# فيبي تشايلد
فيبي تشايلد (1910-1990) هي واحدة من رواد طريقة مونتسيوري لتعليم الأطفال، شاركت في تأسيس معهد مونتسيوري العالمي للتعليم.
ولِدَت في انكلترا، درست أولاً نهج مونتسيوري مع الدكتورة ماريا مونتسيوري في لندن في عام 1929. ثم انضمت إلى زميلتاها مارڠريت هومفراي وإدنا أندريانو في ايطاليا ليعملن كمترجمات إلى الإنكليزية في مقرَّر سنة 1930 في روما. وواصلت هي ومارغريت هومفراي العمل مع الدكتورة مونتسوري وسافرت لاحقا معها إلى ايرلندا لترجمة محاضراتها في تدريب المعلمين.
وفي عام 1946، عملت الدكتورة مونتيسوري مع منظمة تشايلد وهومفري لبدء برنامج لتدريب المعلمين على اللغة الإنكليزية في مونتسيوري، أصبح فيما بعد مركز سانت نيكولاس للتدريب على طريقة مونتسيوري في التعليم. وفي نهاية المطاف وفر البرنامج التدريبي تدريبا على الإقامة كامل الوقت في موقعين سابقين للسفارة في برينس غيت في لندن، فضلا عن دورة دراسية بالمراسلة.
عملت فيبي تشايلد ومارغريت هومفراي مديرَتين مشاركَتين لكلية التدريب طوال سنوات عديدة، ودرَّبتا آلاف معلِّمي مونتسيوري من كل انحاء العالم. وساعدوا أيضا في إنشاء مركز سانت نيكولاس للتدريب في ايرلندا، ثم واصلوا إنشاء معهد مونتسيوري العالمي للتعليم في الولايات المتحدة واستراليا.